# Rustam Adschy
Rustam Iwanowytsch Adschi (ukrainisch Рустам Іванович Аджі; * 3. März 1973 in Mariupol) ist ein ehemaliger sowjetischer bzw. ukrainischer Ringer, er wurde nach der Aktivenkarriere Ringertrainer. Er wurde im Jahre 1995 Weltmeister im griechisch-römischen Stil im Leichtgewicht.

## Werdegang
Rustam Adschy begann als Jugendlicher im Jahre 1982 mit dem Ringen. Er startete für den ukrainischen Sportclub Awosmasch Mariupol. Er wurde von Gennadi Uzun trainiert und startete ausschließlich im griechisch-römischen Stil.
Im Jahre 1991 nahm er, damals noch für die Sowjetunion startend, an der Junioren-Weltmeisterschaft in Barcelona teil. Das war sein erster Start bei einer internationalen Meisterschaft. Im Federgewicht verpasste er dabei mit dem 4. Platz knapp eine Medaille. Ein Jahr später, nunmehr schon für die Ukraine an den Start gehend, wurde er in Székesfehérvár im Leichtgewicht Junioren-Vize-Weltmeister. Im Finale verlor er dabei gegen Alexander Tretjakow aus Russland, der in den nächsten Jahren auch bei den Senioren einer seiner Hauptkonkurrenten bei internationalen Meisterschaften werden sollte. Im Jahre 1993 kam Rustam Adschy schließlich bei der Junioren-Weltmeisterschaft in Athen im Leichtgewicht auf den 5. Platz. Es siegte dort Bisser Georgiew aus Bulgarien vor Marko Yli-Hannuksela aus Finnland, die in den folgenden Jahren ebenfalls ständige Konkurrenten von Rustam werden sollten.
Im Jahre 1994 erfolgte der erste Start von Rustam Adschy bei einer internationalen Meisterschaft der Senioren. Bei der Europameisterschaft in Athen kam er dabei im Leichtgewicht auf den 4. Platz. Den Kampf um die Bronzemedaille verlor er dabei knapp mit 1:2 Punkten gegen den russischen Meister Islam Dugutschijew. Nicht ganz so erfolgreich war er bei der Weltmeisterschaft 1994 in Tampere, denn dort kam er im Leichtgewicht nur auf den 8. Platz.
1995 pausierte Rustam Adschy bei der Europameisterschaft, trat aber bei der Weltmeisterschaft dieses Jahres in Prag in bestechender Form an. Er besiegte dort im Leichtgewicht nacheinander Wital Schuk aus Belarus, Turgu Denici aus der Türkei, Son Sang-pil aus Südkorea, Ryszard Wolny aus Polen und den Olympiasieger von 1992 Attila Repka aus Ungarn und gewann damit den Weltmeistertitel. Die Siege über Wolny und Repka fielen dabei mit 5:0 und 6:2 Punkten ziemlich deutlich aus.
Im Olympiajahr 1996 war er bei weitem nicht so erfolgreich. Bei der Europameisterschaft in Budapest verlor er in seinem zweiten Kampf die Revanchebegegnung gegen Attila Repka, schied damit aus und belegte nur den 14. Platz und auch bei den Olympischen Spielen dieses Jahres in Atlanta schied er schon nach der zweiten Runde aus und erreichte nur den 13. Platz. Im Jahre 1997 bewies er aber bei der Europameisterschaft in Kouvola, dass er sich noch im Spitzenfeld platzieren kann. Er musste sich dort zwar in seinem ersten Kampf nach 2,24 Minuten von Adam Juretzko aus Deutschland schultern lassen, siegte dann aber in den folgenden Kämpfen, bis er im sog. kleinen Finale um die Bronzemedaille stand, in dem er den sperrigen Finnen Marko Yli-Hannuksela mit 5:0 Punkten klar besiegte. Bei der Weltmeisterschaft 1997 in Wrócław gelang ihm zwar u. a. wieder ein Sieg über Ryszard Wolny, nach Niederlagen gegen Alexander Tretjakow und den Rumänen Ender Memet musste er sich aber mit dem 8. Platz begnügen.
1998 verlor Rustam Adschy bei der Europameisterschaft in Minsk den entscheidenden Kampf um die Bronzemedaille gegen Adam Juretzko mit 2:4 nach Punkten und wurde deshalb Vierter. Bei der Weltmeisterschaft 1998 in Gävle gelang ihm dann nur ein Sieg, so dass er, u. a. mit einer Niederlage gegen Alexander Tretjakow, nur den 16. Platz belegte. 1999 startete er nur bei der Weltmeisterschaft in Athen und kam dort auf den 8. Platz. Er siegte dort gegen Vougar Aslanow aus Aserbaidschan und verlor gegen Ender Memet und Son Sang-pil, der ganz überraschend Weltmeister wurde. Auch bei den Olympischen Spielen in Sydney gewann er keine Medaille, sondern er kam nach einem Sieg über den starken Uladsimir Kapytau aus Belarus nach Niederlagen gegen Ryszard Wolny und Alexei Gluschkow aus Russland, dem er allerdings mit 4:5 Punkten nur knapp unterlag, auf den 8. Platz.
Bei der Europameisterschaft 2001 in Istanbul landete Rustam Adschy abgeschlagen auf dem 19. Platz. Es rechnete eigentlich niemand, dass er bei einer großen internationalen Meisterschaft noch einmal eine Medaille gewinnen würde. Er überraschte aber bei der Weltmeisterschaft 2001 in Patras alle Kritiker. Nach vier Siegen verlor er zwar im Halbfinale gegen Alexei Gluschkow, aber im Kampf um die Bronzemedaille besiegte er den Schweden Jimmy Samuelsson. Im Jahre 2002 war er letztmals bei einer internationalen Meisterschaft am Start. Dabei überzeugte er bei der Europameisterschaft in Seinäjoki im Weltergewicht durchaus, denn er gewann dort seine ersten drei Kämpfe und unterlag erst im Halbfinale gegen den Georgier Badri Chassaia und musste sich im Kampf um die Bronzemedaille gegen Marko Yli-Hannuksela nur knapp nach Punkten (2:3) geschlagen geben.

## Internationale Erfolge
| Jahr | Platz | Wettbewerb                              | Gewichtskl. | Ergebnis |
| 1991 | 4.    | Junioren-WM in Barcelona                | Feder       | hinter Konstantinos Arkoudeas, Griechenland, Liubal Colas Oris, Kuba u. Istvan Göre, Ungarn |
| 1992 | 2.    | Junioren-WM (Espoirs) in Székesfehérvár | Leicht      | hinter Alexander Tretjakow, Russland, vor Bisser Georgiew, Bulgarien u. Marko Yli-Hannuksela, Finnland |
| 1993 | 5.    | Junioren-WM (Espoirs) in Athen          | Leicht      | hinter Bisser Georgiew, Marko Yli-Hannuksela, Wital Schuk, Belarus u. Waghinak Galstjan, Armenien |
| 1994 | 4.    | EM in Athen                             | Leicht      | hinter Attila Repka, Ungarn, Ghani Yalouz, Frankreich u. Islam Dugutschijew, Russland, vor Ryszard Wolny, Polen                                                                                                   |
| 1994 | 8.    | WM in Tampere                           | Leicht      | Sieger: Islam Dugutschijew, Russland vor Ghani Yalouz, Bisser Georgiew u. Ryszard Wolny |
| 1995 | 1.    | Großer Preis von Polen in Warschau      | Leicht      | vor Dariusz Przystoli, Polen, Jannis Zamanduridis, Deutschland, Samuel Manukjan, Armenien u. Denis Belanowski, Israel                                                                                             |
| 1995 | 1.    | WM in Prag                              | Leicht      | vor Attila Repka, Ungarn, Jannis Zamanduridis, Ryszard Wolny u. Tariel Melelaschwili, Georgien |
| 1996 | 14.   | EM in Budapest                          | Leicht      | Sieger: Attila Repka vor Alexander Tretjakow u. Ghani Yalouz |
| 1996 | 13.   | OS in Atlanta                           | Leicht      | nach Niederlage gegen Marko Yli-Hannuksela, Finnland, Sieg über Kim Young-il, Südkorea u. Niederlage gegen Alexander Tretjakow                                                                                    |
| 1997 | 3.    | EM in Kouvola                           | Leicht      | nach Niederlage gegen Adam Juretzko, Deutschland, Siegen über Peter Bielesz, Tschechien, Waghinak Galstjan, Andrzej Tomaszewski, Polen u. Vüqar Aslanov, Aserbaidschan u. Marko Yli-Hannuksela                    |
| 1997 | 8.    | WM in Wrócław                           | Leicht      | mit Siegen über Liubal Colas Oris, Kuba u. Ryszard Wolny, einer Niederlage gegen Alexander Tretjakow, Siegen über Walter Metzler, Österreich u. Waghinak Galstjan u. einer Niederlage gegen Ender Memet, Rumänien |
| 1998 | 4.    | EM in Minsk                             | Leicht      | nach Sieg über Juri Markman, Israel, Niederlage gegen Alexander Tretjakow u. Siegen über Memet Ender und Adam Juretzko                                                                                            |
| 1998 | 16.   | WM in Gävle                             | Leicht      | nach Niederlage gegen Alexander Tretjakow, Sieg über Katsuhito Nagata, Japan u. Niederlage gegen Mecnun Güler, Türkei                                                                                             |
| 1999 | 8.    | WM in Athen                             | Leicht      | nach Sieg über Anas Ardobajew, Kirgisistan, Niederlage gegen Ender Memet, Sieg über Vüqar Aslanov u. Niederlage gegen Son Sang-pil                                                                                |
| 2000 | 8.    | OS in Sydney                            | Leicht      | nach Sieg über Uladsimir Kapytau u. Niederlagen gegen Ryszard Wolny u. Alexei Gluschkow, Russland |
| 2001 | 19.   | EM in Istanbul                          | Welter      | Sieger: Alexei Mischin, Russland vor Ara Abrahamian, Schweden und Nazmi Avluca, Türkei |
| 2001 | 3.    | WM in Patras                            | Leicht      | nach Siegen über Daniel Schnyder, Schweiz, Mahmut Altay, Türkei, Andrei Lisiza, Belarus u. Moises Sanches Parra, Spanien, einer Niederlage gegen Alexei Gluschkow u. einem Sieg über Jimmy Samuelsson, Schweden   |
| 2002 | 4.    | EM in Seinäjoki/Finnland                | Welter      | nach Siegen über Mowses Karapetjan, Armenien, Valeri Nikitin, Estland u. Ștefan Rusu, Rumänien und Niederlagen gegen Badri Chassaia, Georgien u. Marko Yli-Hannuksela                                             |

## Erläuterungen
- alle Wettbewerbe im griechisch-römischen Stil
- OS = Olympische Spiele, WM = Weltmeisterschaft, EM = Europameisterschaft
- Leichtgewicht, bis 1996 bis 68 kg, von 1997 bis 2001 bis 69 kg, Weltergewicht, von 1996 bis 2001 bis 76 kg, ab 2002 bis 74 kg Körpergewicht